# Дуго Поље (Србац)
Дуго Поље је насељено мјесто у општини Србац, Република Српска, БиХ. Према попису становништва из 1991. у насељу је живјело 332 становника.

## Становништво
| Демографија | Демографија | Демографија |
| Година      | Становника  | Становника  |
| ----------- | ----------- | ----------- |
| 1948.       | 253         |             |
| 1953.       | 237         |             |
| 1961.       | 419         |             |
| 1971.       | 347         |             |
| 1981.       | 356         |             |
| 1991.       | 333         |             |
| 1993.       | 321         |             |